# 埃爾科萊三世·埃斯特
埃爾科萊三世·埃斯特（義大利語：Ercole III d'Este，1727年11月22日—1803年10月14日），埃斯特家族的末代摩德納公爵，1780年至1796年在位。
埃爾科萊的父親是摩德納公爵法蘭西斯科三世·埃斯特，母親是奧爾良公爵菲利普二世的女兒。1741年，埃爾科萊與马萨与卡拉拉公国的繼承人瑪麗亞·特蕾莎·齊博-馬拉斯皮納結婚，並將馬薩與卡拉拉併入摩德納公國。
1771年，埃爾科萊將女兒瑪麗亞·貝亞特麗切嫁給奧地利女大公瑪麗亞·特蕾莎的第四子斐迪南·卡爾，建立了奧地利-埃斯特家族。1796年法軍入侵義大利，埃爾科萊逃亡至威尼斯，最終在特雷維索去世。他的外孫於1814年成為摩德納公爵，即法蘭西斯科四世。